# Promatic (альбом)
Promatic — дебютний і останній студійний альбом американського реп-дуету Promatic, до складу якого увійшли Proof та Dogmatic. Його видали на лейблах Koch Records і Contra Music у 27 серпня 2002 р. Виконавчий продюсер: Гаджі Ей. Виконавчий співпродюсер: Кен Віннік. На «Do What I Wanna Do» існує відеокліп.

## Список пісень
| #   | Назва                                                             | Тривалість |
| --- | ----------------------------------------------------------------- | ---------- |
| 1.  | «The Adventure Begins»                                            | 0:46       |
| 2.  | «Everyday»                                                        | 2:54       |
| 3.  | «City of Boom»                                                    | 4:45       |
| 4.  | «313000»                                                          | 4:38       |
| 5.  | «Take No Shorts» (з участю Bakarak та JUS)                        | 3:49       |
| 6.  | «Feels Good» (з участю Big Kullaz)                                | 2:53       |
| 7.  | «Lesbian» (з участю Kelly Nobles)                                 | 4:11       |
| 8.  | «Life» (з участю King Gordy)                                      | 4:54       |
| 9.  | «Do What I Wanna Do»                                              | 4:03       |
| 10. | «Tear This Bitch Up»                                              | 4:03       |
| 11. | «Ecstacy» (з участю Bizarre)                                      | 4:59       |
| 12. | «Change of Hoe» (Skit)                                            | 2:14       |
| 13. | «Got Yo Bitch» (з участю Lola Damone)                             | 4:05       |
| 14. | «Dirtiest Grimiest»                                               | 3:29       |
| 15. | «Long Road»                                                       | 4:43       |
| 16. | «Graduation/Serious» (з участю JUS) (з участю Strike the General) | 8:23       |

## Учасники
- Емп Фіддлер — клавішні (№ 2-5, 8-10, 13, 14)
- Дрю Лавайн — мастеринг
- Майк Павелл, Вітт, Пеп — зведення
- China, Доріс Іґве — бек-вокал
- Баб Фіддлер — бас-гітара
- Лоренцо «Spoons» Браун — ударні